# افلام حصرية (منصة)
إكسكلوسيڤ موڤيز أو أفلام حصرية (بالإنجليزية:  Exclusive Movies)‏، منصة بث فيديو رقمي مصريّة للخدمات، تمّ إنشاءها في عام 2020 تزامناً مع شهر رمضان عام 1441 هجرياً. تمّ إنشاء المنصة لعرض الأعمال الفنية المصرية الكلاسيكية والأفلام ومسلسلات رمضان.
في عام 2020، وصل عدد مستخدمي «إكسكلوسيڤ موڤيز» إلى نحو 2 مليون مُستخدماً، وبلغت عدد المشاهَدات للفيديوهات الرقمية على منصّات «إكسكلوسيڤ موڤيز» نحو 10 مليون مشاهَدة.
أما بالنسبة لخدمة بث المحتوى عبر الإنترنت (OTT)، فإن «إكسكلوسيڤ موڤيز» تملك حصة سوقية قدرها 50% تقريباً من مُشاهدات الفيديو حسب الطلب (VOD) في منطقة الشرق الأوسط وشمال أفريقيا، مما يجعل منها الأولى في المنطقة على هذا الصعيد.

## محتوها
تقدم منصة "إكسكلوسيڤ موڤيز" محتوى متنوع موجه لكافة أفراد المجتمع والعائلات بمختلف شرائحها العمرية من برامج ومسلسلات الأطفال، و"ديزني بالعربي"، و"عالم ديزني"، ومجموعة كبيرة من المسلسلات والأفلام العربية والأجنبية المتنوعة، ومسلسلات الأنيمي وبوليوود، والمسلسلات التركية والخليجية والكورية واللاتينية، بالإضافة إلى البرامج الحوارية والاجتماعية والإخبارية.